# Akiya
Akiya, rey de Assur en época incierta pero próxima al 2000 a. C., segundo sucesor de Sulili (que podría ser su abuelo) y sucesor de Kikkia (posiblemente su padre). De Sulili y de los cinco reyes siguientes se desconocen sus padres. Es imposible una datación de su reinado pero no debía ser muy lejana al año 2000 a. C.
Le sucedió Puzur-Ashur I, que probablemente estableció una nueva dinastía. 
| Predecesor: Kikkia | Rey de Asiria h. 2000 a.c. | Sucesor: Puzur-Assur I |

- Datos: Q1977233